# Martin Callanan

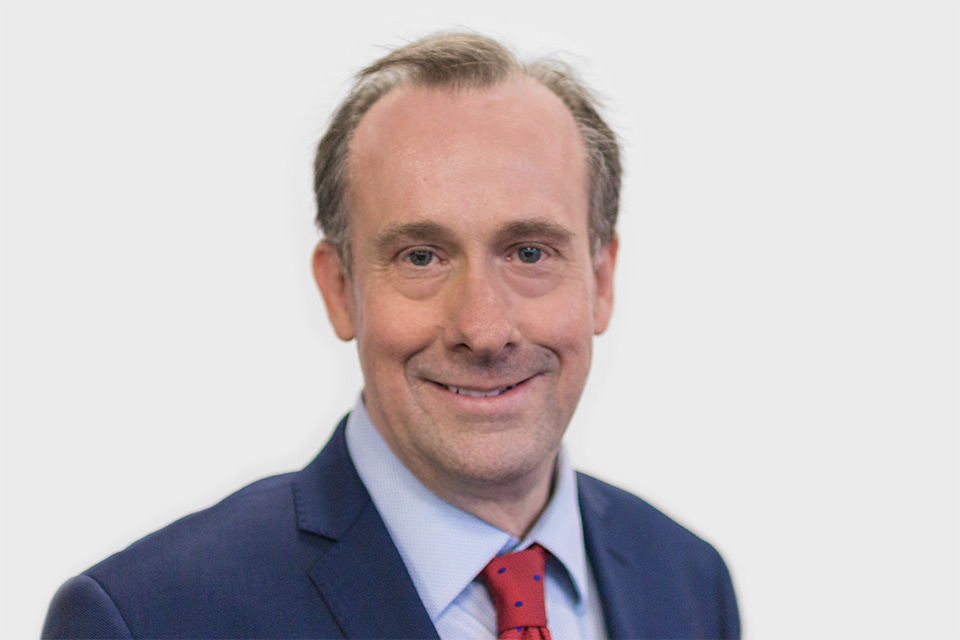
Martin Callanan

Martin Callanan, Baron Callanan (* 8. August 1961 in Newcastle upon Tyne) ist ein britischer Politiker (Conservative Party) und Life Peer.
Callanan arbeitete von 1986 bis 1998 als Projektingenieur bei der Brauerei Scottish and Newcastle Breweries. Er war Mitglied der Räte der Grafschaft Tyne and Wear und des Stadtbezirks Gateshead. Von 1999 bis 2014 gehörte er dem Europäischen Parlament an. Dort war er vom 13. Dezember 2011 bis zum 12. Juni 2014 Vorsitzender der Fraktion der Europäischen Konservativen und Reformisten.

## EU-Parlamentarier
Callanan war Mitglied in der Konferenz der Präsidenten, sowie im Ausschuss für Umweltfragen, öffentliche Gesundheit und Lebensmittelsicherheit und in der Delegation in der Paritätischen Parlamentarischen Versammlung AKP-EU. In der Delegation für die Beziehungen zu den Ländern Südostasiens und der Vereinigung südostasiatischer Staaten (ASEAN) ist Callanan Stellvertreter.

## House of Lords
Am 24. September 2014 bekam Martin Callanan eine Life Peerage mit dem Titel Baron Callanan, of Low Fell in the County of Tyne and Wear, verliehen, und wurde so für die Conservative Party Mitglied des House of Lords.